# 阿保義久
阿保義久（あぼ　よしひさ、1965年 - ）は、日本の医師。専門は血管外科。北青山D.CLINIC院長。
1993年に東京大学医学部卒業。東京大学医学部附属病院第一外科、虎の門病院麻酔科、三楽病院外科、東京大学医学部腫瘍外科・血管外科を経て、2000年に北青山Dクリニック（現：北青山D.CLINIC）を開院。2004年に医療法人社団DAPを設立。2010年～2020年、東京大学医学部腫瘍外科・血管外科で非常勤講師も務める。国内で初めて下肢静脈瘤の日帰り根治手術を発案したパイオニアとして、治療実績は4万例を超える。現在は、下肢静脈瘤を中心とした「日帰り手術」、人間ドックや抗加齢医療などの「予防医療」、そして遺伝子治療や再生医療（幹細胞治療）に代表される「先端医療」の三本柱を軸とした高品質の医療の提供に心がけている。
医療法人社団DAP理事長。脈管専門医、外科専門医、下肢静脈瘤血管内レーザー焼灼術指導医。その他、NPO法人ドクターズネットワーク理事長。北青山Dクリニック特定認定再生医療等委員会委員。
院長をつとめる北青山D.CLINICでは再生医療等の安全性の確保等に関する法律により、厚生労働省に第二種再生医療等提供計画を提出し、自家脂肪由来間葉系幹細胞による再生医療を提供している。「新型感染症（COVID-19）の拡大防止と経済社会活動をいかに両立させていくか」をテーマに2020年8月7日に首相官邸で開催された未来投資戦略会議で、臨床医としての意見を述べた。

## 略歴
- 1984年3月　青森県立弘前高等学校卒業
- 1984年4月　早稲田大学理工学部入学
- 1987年3月　早稲田大学理工学部中退
- 1987年4月　東京大学理科Ⅲ類入学
- 1989年4月　東京大学医学部医学科進学
- 1993年3月　東京大学医学部医学科卒業
- 1993年3月　東京大学医学部附属病院第１外科（胃・大腸・食道・乳腺・肝臓・膵臓がん、腹部大動脈瘤、閉塞性動脈硬化症、下肢静脈瘤、鼠径ヘルニアなどの外科手術を担当）
- 1993年12月　虎の門病院麻酔科（脳神経外科・消化器外科・整形外科・内分泌外科・産婦人科・耳鼻科・泌尿器科等の手術麻酔担当）
- 1994年6月　東京都教職員互助会　 三楽病院外科（胃・大腸・食道・乳腺・肝臓・膵臓・肺がん、腹腔内腫瘍、後腹膜腫瘍腹部大動脈瘤、閉塞性動脈硬化症、下肢静脈瘤、鼠径ヘルニア、痔疾患などの外科手術を担当）
- 1997年12月　東京大学医学部附属病院　腫瘍外科・血管外科（腫瘍外科（大腸がん）、血管外科（動脈瘤、動脈硬化症）等の手術を担当）
- 2000年10月　北青山Dクリニック開設（日帰り手術、予防医療（がん・心筋梗塞、脳梗塞）、がん遺伝子治療、再生医療）
- 2002年3月　株式会社アークワイズ設立
- 2004年2月　医療法人社団DAP設立
- 2010年4月　東京大学医学部腫瘍外科・血管外科非常勤講師

## 所属学会
- 日本外科学会
- 日本臨床外科学会
- 日本消化器外科学会
- 日本脈管学会
- 日本血管外科学会
- 日本静脈学会
- 日本癌学会
- 日本癌治療学会
- 日本再生医療学会
- 日本大腸肛門外科学会
- 日本抗加齢学会

## 論文
- 1995年 　異時性に肝嚢胞状転移を来した小腸平滑筋肉腫の1治験例[5]

- 1998年 　Appendico-ileo-vesical fistula . J gastroenterol[6]

- 1999年 　上腸間膜動脈血栓症による短腸症候群. 輸液栄養
- 1999年 　Rapid growth of the residual colonic tumor after incomplete mucosal resection.  J gastroenterol[7]
- 1999年 　Sever complications of ulcerative colitis after high-dose prednisorone and azathioprine treatment. J gastroenterol [8]
- 1999年 　Endoscopic resection for submucosally invasive colorectal cancer: is it feasible? [9]
- 2000年 　血管外科領域における血管拡張術の有用性　Usefulness of Endovascular Interventions for Arterial Occlusive Disease in Vascular Surgery [10]
- 2006年 　Aliskiren, a novel oral renin inhibitor, provides dose-dependent efficacy and placebo-like tolerability in Japanese patients with hypertension [11]
- 2008年 　血管のアンチエイジング：動脈硬化を予防するために
- 2009年 　Long-term safety, tolerability, and antihypertensive efficacy of aliskiren, an oral direct renin inhibitor, in Japanese patients with hypertension[12]
- 2009年 　Long-term safety, tolerability, and antihypertensive efficacy of aliskiren, an oral direct renin inhibitor, in Japanese patients with hypertension[12]
- 2016年 　Safety and Effectiveness of Endovenous Laser Ablation Combined With Ligation for Severe Saphenous Varicose Veins in Japanese Patients[13]
- 2018年 　下肢静脈瘤に対する血管内レーザー焼灼術 (特集 下肢静脈瘤の手術)[14]

## 著書

### 単著
- 『コロナの時代のアンチエイジング』（株式会社アークワイズ、2022年2月）阿保義久著
- 『尊厳あるがん治療 CDC6 RNAi療法』（医学舎、2018年1月）
- 『がん細胞を正常細胞に戻すCDC6 shRNA治療』[15]（アイシーアイ出版、2011年9月）
- 『下肢静脈瘤が消えていく食事 足の血管のコブを防ぎ治す特効レシピ』[16]（マキノ出版、2011年9月）
- 『下肢静脈瘤治療―日帰り・レーザー・根治』（医学舎、2015年2月）
- 『脚と血管のアンチエイジング―下肢静脈瘤最先端レーザー治療とキレーション療法』（本の泉社、2006年年7月）
- 『アンチ・エイジング革命』[17]（講談社、2011年9月）
- 『「老け手」解消!手・腕に浮き出る血管はこうして改善する』[18]（PHP研究所、2020年2月）

### 共著・監修
- 『若さを保つ〈からだ〉のバイブル』[19]（SBクリエイティブ、2018年1月）
- 『切らずに日帰りで治す椎間板ヘルニア』（医学舎、2016年5月）